# Simfonija št. 2 (Rahmaninov)
Simfonija št. 2 v e molu, op. 27 ruskega skladatelja Sergeja Rahmaninova je nastajala med letoma 1906 in 1907. Krstna izvedba je bila v Sankt Peterburgu, 8. februarja leta 1908, dirigiral je skladatelj sam. Okviren čas trajanja je 60 minut, obstaja tudi skrajšana verzija, ki traja približno 40 minut. Partituro je skladatelj posvetil Sergeju Tanejevu, učencu Petra Iljiča Čajkovskega. Lastnik rokopisa je fundacija Tabor, ki pa ga je dala v stalno posojilo Britanski knjižnici.

## Stavki
1. Largo – Allegro moderato
2. Allegro molto
3. Adagio
4. Allegro vivace

## Okoliščine nastanka
Ob izbruhu Prve ruske revolucije leta 1905 je Rahmaninov z družino začasno zapustil Rusijo in se za tri leta naselil v Dresdnu. Ko se je družina tam nastanila v lepi hišici z vrtom in si je skladatelj ustvaril domačno okolje, ki je kar se da spominjalo na njegovo podeželsko bivališče v Ivanovki sredi ruske stepe (posestvo je pripadalo družini njegove sestrične Natalije Satine, s katero se je poročil leta 1902), je začel ustvarjati. Tedaj je poleg 1. klavirske sonate in simfonične pesnitve Otok mrtvih nastala tudi njegova Druga simfonija.
Prva izvedba v Sankt Peterburgu je takoj navdušila poslušalce in kritike. V počasnem uvodu se nad otožno zvočno pokrajino dvigne hrepeneča melodija. Angleški rog pripravi nastop glavnega stavka. Allegro moderato uvaja elegična tema, ki se čustveno razživi v naraščajočem valovanju. Melanholična druga tema se preliva v nežnih orkestrskih barvah. Rahmaninov je mojster poznoromantične orkestracije in skozi ves prvi stavek se nasprotja med bleskom trobil in žametnimi linijami godal stopnjujejo v veličastne vrhunce orkestrskega zvoka. Drugi stavek (Allegro molto) je hitra koračnica v obliki scherza. Posebno pozornost zbujajo odločni signali rogov, čustveno razgibana druga tema pa spominja na poznejše Simfonične plese. Virtuozni srednji del tega moško kljubovalnega stavka pomeni optimistično plat skladateljevega značaja. Adagio, v katerem Rahmaninov citira lirično temo iz svoje opere Francesca da Rimini, je vsebinsko jedro skladbe in pomeni utelešenje skladateljeve vero v lepoto. Rahmaninov si je venomer prizadeval, da bi se s svojo glasbo približal idealu lepega. Glasbi nikoli ni priznaval nobene druge naloge in je vse življenje odklanjal modernistične inovacije, ki so jo po njegovem mnenju silile v intelektualizem in oddaljevale od njenega pravega poslanstva. Po elegičnem Adagiu radostno vznikne bleščeči sklepni Allegro vivace, ki v skladu z rusko simfonično tradicijo obnovi poglavitne glasbene zamisli celotnega dela in popelje poslušalca iz sveta intimnih čustev v radostno stanje romantičnega zanosa. Izražanje veselja v glasbi Rahmaninova ni pogosto, a v Drugi simfoniji se nam ta velikan ruske glasbe razodeva tudi kot umetnik, zmožen radosti in sproščenega uživanja v glasbi.

## Izbrane izvedbe
- Dirigent Nikolaj Sokolov in Clevelandski orkester, 1928, Cleveland Orchestra, (krajša verzija, mono) (prvi zvočni posnetek)
- Dirigent Nikolaj Golovanov in Moskovski radijski simfonični orkester, 1945, Boheme/Melodija (krajša verzija, mono)
- Dirigent Dmitri Mitropoulos in Minneapolis Symphony Orchestra, 1947, Lys (krajša verzija, mono)
- Dirigent Kurt Sanderling in Leningrajska filharmonija, 1956, Deutsche Grammophon (krajša verzija, mono)
- Dirigent Eugene Ormandy in Philadelphijski orkester, 1959, Sony (krajša verzija)
- Dirigent Andre Previn in  Londonski simfonični orkester, 1973, EMI (daljša verzija)
- Dirigent Eugene Ormandy in Philadelphijski orkester, 1973, RCA (daljša verzija)
- Dirigent Jurij Temirkanov in Kraljevi filharmonični orkester, 1978, EMI (daljša verzija)
- Dirigent Vladimir Aškenazi conducting the Orkester Concertgebouw, 1980-ta, Decca (daljša verzija)
- Dirigent Sir Simon Rattle in Filharmonični orkester iz Los Angelesa, 1984, EMI (daljša verzija)
- Dirigent Dmitrij Kitajenko in Moskovski filharmonični orkester, 1985, Melodija (daljša verzija, s ponovitvijo v prvem stavku)
- Dirigent Jevgenij Svetlanov in Državni akademski simfonični orkester Ruske Federacije, 1985, izvedba v živo, Scribendum, (daljša verzija)
- Dirigent Mihail Pletnev in Ruski nacionalni orkester, 1993, Deutsche Grammophon, (daljša verzija)
- Dirigent Mariss Jansons in St. Petersburpki filharmonični orkester, 1994,  EMI (daljša verzija)